# مانكي (قيلاب)
مانکي (بالفارسية: مانکی) هي قرية تقع في قسم قيلاب الريفي، بمقاطعة أنديمشك التابعة لمحافظة خوزستان، إيران.